# مايكل وينكوت
مايكل وينكوت (بالإنجليزية: Michael Wincott)‏ ممثل كندي من مواليد تورنتو كندا في 21 يناير 1958. بداء مسيرته الفنية عام 1976.

## الآعمال
- الغراب
- الفرسان الثلاثه
- مترو (فيلم 1997)
- فضائي: القيامة
- كونت مونتي كريستو (فيلم 2002)
- اغتيال ريتشارد نيكسون
- هتشكوك (فيلم)
- 24 (مسلسل)
- غوست إن ذا شيل (فيلم 2017)

## روابط خارجية
- مايكل وينكوت على موقع IMDb (الإنجليزية)
- مايكل وينكوت على موقع روتن توميتوز (الإنجليزية)
- مايكل وينكوت على موقع قاعدة بيانات الأفلام العربية
- مايكل وينكوت على موقع ألو سيني (الفرنسية)
- مايكل وينكوت على موقع ميوزك برينز (الإنجليزية)
- مايكل وينكوت على موقع أول موفي (الإنجليزية)
- مايكل وينكوت على موقع قاعدة بيانات برودواي على الإنترنت (الإنجليزية)
- مايكل وينكوت على موقع قاعدة بيانات الأفلام السويدية (السويدية)
- مايكل وينكوت على موقع إن إن دي بي (الإنجليزية)
- مايكل وينكوت على موقع ديسكوغز (الإنجليزية)